# Liste des généraux français tués pendant la Première Guerre mondiale

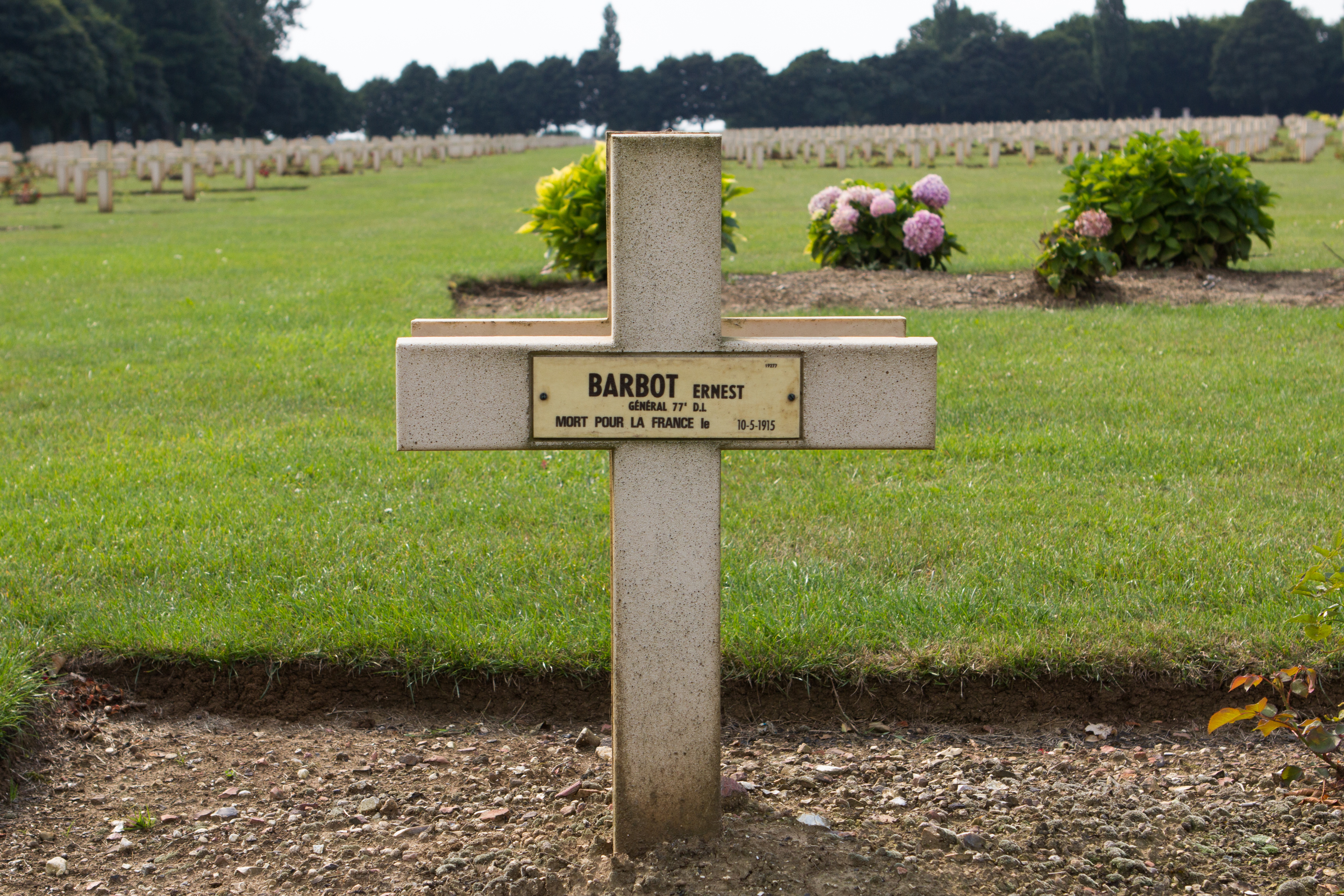
La tombe du général de brigade français Ernest Barbot au cimetière militaire Notre-Dame-de-Lorette.

La liste des généraux français tués pendant la Première Guerre mondiale recense les officiers généraux tués ou morts des suites des blessures reçues, du 28 juillet 1914 (première déclaration de guerre, de l'Autriche-Hongrie à la Serbie) au 10 août 1920 (signature du dernier traité de paix, celui de Sèvres).

## Généraux tués

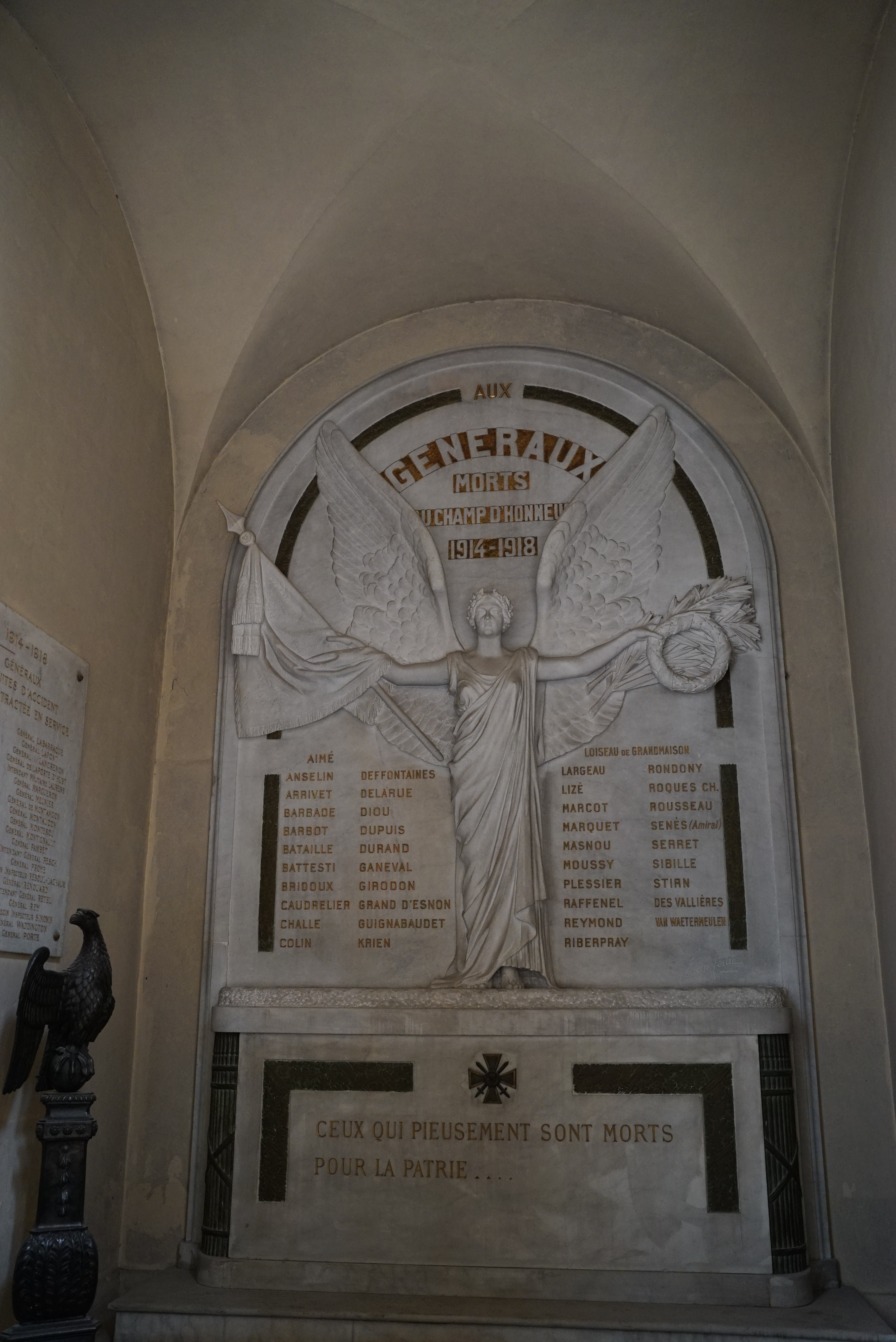
Chapelle qui leur est consacré en la cathédrale Saint-Louis-des-Invalides.

Cette liste regroupe les 42 généraux officiellement déclarés « morts pour la France » ou « morts au champ d'honneur », tués pendant la Première Guerre mondiale et figurant sur le monument des Généraux morts au Champ d'Honneur 1914-1918 de l'église Saint-Louis à l'Hôtel des Invalides de Paris.
Ne figurent pas ici les généraux décédés de mort naturelle pendant la guerre (comme Joseph Gallieni, mort de maladie), ou les suicidés (comme Pierre Peslin, commandant la 9e DI, le 10 août 1914). Ne figurent pas non plus les officiers supérieurs ayant le grade de général de brigade à titre temporaire (ATT, exemple : le colonel Théodore Pein, commandant la 1re brigade d'infanterie, mort à Acq le 10 mai 1915).
| Noms                   | Prénoms                           | Dates de décès               | Circonstances |
| ---------------------- | --------------------------------- | ---------------------------- | --- |
| Aimé                   | Ernest Jean                       | 6 septembre 1916 (à 57 ans)  | tué à Combles, près du fort de Souville, pendant la bataille de Verdun.                                                                  |
| Anselin                | Ernest François Amédée            | 24 octobre 1916 (à 55 ans)   | tué par un éclat d'obus à la poudrière de Fleury pendant la préparation de l'attaque sur le fort de Douaumont.                           |
| Arrivet                | Paul Blaise Marcel                | 29 octobre 1914 (à 63 ans)   | tué d’une balle dans la tête lors d’une visite de tranchées dans le secteur de Crouy (Aisne).                                            |
| Barbade                | Ernest Auguste                    | 10 septembre 1914 (58 ans)   | commandant de la 25e brigade, tué à Sompuis (Marne), pendant la première bataille de la Marne.                                           |
| Barbot                 | Ernest Jacques                    | 10 mai 1915 (à 59 ans)       | blessé à Souchez (Pas-de-Calais), il meurt lors de son évacuation à Villers-Châtel.                                                      |
| Bataille               | Marie Désiré Pierre Amédée Victor | 8 septembre 1914 (à 51 ans)  | commandant de la 81e brigade, tué d'un éclat d'obus au col du Bonhomme.                                                                  |
| Battesti               | Jules Augustin William Léon       | 25 septembre 1914 (à 56 ans) | général de gendarmerie, commandant la 104e brigade d'infanterie, tué rue de Cernay à Reims (Marne), lors d'un bombardement.              |
| Bridoux                | Marie Joseph Eugène               | 17 septembre 1914 (à 58 ans) | commandant le "corps de cavalerie Bridoux", mortellement blessé dans une embuscade avec son état-major à Pœuilly (Somme).                |
| Caudrelier             | Paul Constant                     | 30 novembre 1914 (à 56 ans)  | tué lors d'une inspection de tranchées à Minaucourt (Marne).                                                                             |
| Challe                 | Georges Émile Paul                | 11 octobre 1917              | tué devant Avocourt (Meuse) en reconnaissance d'un secteur nouvellement reconquis et dont il dirigeait l'organisation.                   |
| Colin                  | Jean Lambert Alphonse             | 30 décembre 1917             | mort des suites de blessures à Holeven, Serbie.                                                                                          |
| Deffontaines           | Achille Pierre                    | 26 août 1914 (à 56 ans)      | commandant par intérim de la 24e DI, blessé mortellement, décédé à l'hôpital de Reims.                                                   |
| Delarue                | Louis Gabriel Alexandre           | 20 mars 1915 (à 62 ans)      | tué d'une balle dans la tête en Champagne, en inspectant une tranchée qui venait d'être conquise à Minaucourt (Marne).                   |
| Diou                   | Paul Émile                        | 23 août 1914 (à 58 ans)      | commandant la 63e brigade, blessé lors de la bataille de Morhange le 20 août, mort à Dieuze (Moselle).                                   |
| Dupuis                 | Gaston                            | 9 septembre 1914             | commandant de la 67e brigade à la bataille de la Marne, tué par un obus au Meix-Tiercelin (Marne).                                       |
| Durand                 | Georges Jacques                   | 18 novembre 1914             | mort des suites de blessures reçues le 15 septembre à Craonne (Aisne), décédé à La Rochelle (Charente-Maritime).                         |
| Ganeval                | Marie François Adolphe Gabriel    | 7 juin 1915                  | commandant la 2e brigade du Corps expéditionnaire des Dardanelles, mort à Sedd-Ul-Bahr (Turquie) pendant la bataille des Dardanelles.    |
| Girodon                | Pierre Marie Casimir              | 23 septembre 1916 (à 46 ans) | blessé en allant reconnaître le secteur du Bois l'Abbé, vers Bouchavesnes, mort à Cléry-sur-Somme (Somme).                               |
| Grand d’Esnon          | Charles Antoine                   | 21 septembre 1914            | commandant la 149e brigade, tué à Vigneulles-lès-Hattonchâtel (Meuse) pendant la bataille de la Woëvre.                                  |
| Guignabaudet           | Pierre Aimable                    | 31 mai 1918                  | commandant la 41e DI, mort de ses blessures à l'ambulance 2/16 à Kemmel (Belgique).                                                      |
| Krien                  | Athanase Marie                    | 9 mai 1916                   | seconde blessure au combat, trépané, décédé le 9 mai à l’hôpital de Commercy (Meuse).                                                    |
| Largeau                | Victor Emmanuel Étienne           | 27 mars 1916 (à 48 ans)      | blessé dans le secteur d'Avocourt (Meuse) le 26, il meurt le lendemain dans l'ambulance.                                                 |
| Lizé                   | Lucien Zacharie Marie             | 5 janvier 1918               | blessé en organisant les secours, bombardement aérien du QG français de Castelfranco, mort à l'hôpital d'étape de Galliéra (Italie).     |
| Loyzeau de Grandmaison | François Jules Louis              | 19 février 1915 (à 54 ans)   | Promu général pendant la guerre, tué à 1 km au nord de Soissons (Aisne), d’un éclat d'obus dans la tête.                                 |
| Marcot                 | Louis François                    | 4 octobre 1914 (à 69 ans)    | tué à l'ennemi devant Essarts-lès-Bucquoy, Bucquoy (Pas-de-Calais).                                                                      |
| Marquet                | Georges                           | 16 septembre 1914            | commandant de la 17e brigade, tué à Varennes-en-Argonne (Meuse).                                                                         |
| Masnou                 | Joseph Georges Antoine            | 17 juillet 1915              | commande une division du corps expéditionnaire d'Orient, décédé en mer de suites de ses blessures.                                       |
| Moussy                 | Jean Baptiste Albert              | 21 mai 1915                  | mort des suites de ses blessures, pendant la bataille des Flandres, à Ytres ou Grenay (Pas-de-Calais).                                   |
| Plessier               | Louis Victor                      | 27 août 1914                 | commandant la 88e brigade, blessé lors de la 2e bataille de Mulhouse à Wittersdorf (Haut-Rhin), meurt à l'hôpital de Lyon (Rhône).       |
| Raffenel               | Léon Amédée François              | 22 août 1914 (à 58 ans)      | découvert mort à la bataille de Rossignol (Belgique).                                                                                    |
| Reymond                | Jérôme Édouard Auguste            | 27 décembre 1914             | commandant la 4e brigade d'infanterie coloniale, tué à Massiges (Marne).                                                                 |
| Riberpray              | Georges Émile Joseph              | 11 septembre 1917            | tué en première ligne au Bois le Chaume lors de l'attaque du plateau des Caurrières, nord de Verdun (Meuse).                             |
| Rondony                | Charles                           | 22 août 1914 (à 58 ans)      | commandant la 3e brigade d'infanterie coloniale, blessé mortellement au combat de Rossignol (Belgique) et mort à Saint-Vincent.          |
| Roques                 | Charles Auguste Henri             | 6 septembre 1914 (à 56 ans)  | mort des suites de ses blessures à l'hôpital de Bar-le-Duc (Meuse).                                                                      |
| Rousseau               | Jean Louis Théodore Lucien        | 20 septembre 1914            | commandant la 69e division, blessé à Cormicy (Marne), un monument lui est dédié.                                                         |
| Sénès                  | Victor Baptistin                  | 27 avril 1915                | contre-amiral, péri en mer, sur le Léon-Gambetta torpillé en Adriatique à l'entrée du canal d'Otrante.                                   |
| Serret                 | Marcel                            | 6 janvier 1916 (à 48 ans)    | blessé au Hartmannswillerkopf le 28 décembre 1915, il décède à Moosch (Haut-Rhin). Avant 1914, il était attaché militaire à Berlin.      |
| Sibille                | Charles Antoine                   | 27 septembre 1914            | tué à l'ennemi à Beaumont (Meurthe-et-Moselle), en allant reconnaître la position qu’il allait attaquer.                                 |
| Stirn                  | Jean Paul Ernest                  | 12 mai 1915 (à 48 ans)       | commandant la 77e DI, blessé mortellement à l'offensive d'Artois devant Carency (Pas-de-Calais).                                         |
| Trumelet-Faber         | Corneille Gustave Ernest          | 11 mars 1916                 | commandant la 80e DI, blessé en opérations, mort à l'hôpital d'Ost-Dunkerque (Belgique).                                                 |
| des Vallières          | Pierre Émile                      | 28 mai 1918 (à 49 ans)       | mitraillé dans son auto à Juvigny (Aisne), au nord de Soissons, pendant l'offensive allemande sur l'Aisne.                               |
| Vanwaetermeulen        | Henri Alexis Joseph               | 16 juillet 1918              | attaque de Belloy et Lataule, blessé par shrapnel le 10, mort en ambulance à La Veuve et repose en la Nécropole nationale de Sept-Saulx. |

## Généraux à assimiler
Les généraux suivants sont morts de maladie contractée pendant le service ou de conséquences probables du combat.

| Nom                | Prénoms                | Date du décès   | Circonstances |
| ------------------ | ---------------------- | --------------- | --- |
| Baratier           | Albert Ernest Augustin | 17 octobre 1917 | commandant la 134e DI, mort subitement (accident cardio-vasculaire ?) à Courcy (Marne) lors d'une visite des tranchées de première ligne devant Reims. Mention « mort pour la France ». |
| Grossetti          | Paul François          | 7 janvier 1918  | mort de dysenterie, déclarée « contractée en service commandé » sur le front oriental.                                                                                                  |
| de Laporte d'Huste | Henry Armand           | 3 octobre 1916  | commandant la 55e DI, il meurt pour la France, de maladie contractée en service. |
| Lancrenon          | Paul                   | 10 juillet 1922 | général de division, mort des suites d'une maladie contractée au front. |
| Delmotte           | Nicolas                | 22 janvier 1916 | général de brigade, Doullens - hôpital complémentaire n° 86. |
| Duflos             | Léon Adrien            | 15 mai 1919     | général de brigade, inspecteur du 5e secteur de gendarmerie - hôpital militaire principal de Marseille.                                                                                 |